# Esarcato patriarcale del sud-est asiatico
L'esarcato patriarcale del sud-est asiatico (in russo Патриарший экзархат Юго-Восточной Азии?) è un esarcato della Chiesa ortodossa russa istituito il 28 dicembre 2018.
Il primate dell'esarcato è il metropolita Sergius Chashin che detiene il titolo di "Metropolita e esarca di Singapore e del sud-est asiatico".

## Storia

### Contesto
La Chiesa ortodossa si sviluppò nell'Estremo Oriente inizialmente in Corea in connessione con le attività della missione spirituale coreana della Chiesa ortodossa russa all'inizio del XX secolo. Dopo la rivoluzione del 1917 e la diaspora di molti fedeli ortodossi russi, sono apparse le prime parrocchie russe nel sud-est asiatico, nelle Filippine e nelle Indie orientali olandesi (ora Indonesia), che a quel tempo erano subordinate alla Chiesa ortodossa russa fuori dalla Russia. Queste parrocchie ebbero tuttavia vita breve e ben presto scomparvero. Altre comunità sorsero in Corea, che nel 1955 furono sottomesse al Patriarcato di Costantinopoli.
Dopo il crollo dell'Unione Sovietica, gli immigrati dall'ex Unione Sovietica e da altri paesi tradizionalmente ortodossi iniziarono ad arrivare nel sud-est asiatico. In questo contesto di immigrazione si moltiplicarono le comunità ortodosse e cominciarono a fondarsi le prime parrocchie ortodosse in queste terre. La prima parrocchia fu eretta a Bangkok in Thailandia; nel 2018 nel Paese erano censite 10 parrocchie; inoltre a Phuket sorse un seminario teologico per la formazione dei preti ortodossi che operavano nel sud-est asiatico.
Nel 2014 si sviluppò anche la missione ortodossa russa nelle Filippine, e quattro anni dopo si contavano 16 parrocchie dipendenti dal patriarcato di Mosca. Due comunità sorsero anche in Vietnam a Vũng Tàu (2002) e ad Hanoi (2016). Anche in Indonesia furono aperte parrocchie e Jakarta, Surabaya e Bali.
Il 21 ottobre 2016, il Santo Sinodo della Chiesa ortodossa russa ha nominato il vescovo Sergio Chashin amministratore delle parrocchie del Patriarcato di Mosca nel sud-est asiatico, mentre le parrocchie della Thailandia furono sommesse direttamente al patriarca di Mosca.

### Erezione dell'esarcato
Il 28 dicembre 2018 il Santo Sinodo della Chiesa ortodossa russa ha deciso la creazione di due esarcati patriarcali: quello dell'Europa occidentale con sede a Parigi, e quello del sud-est asiatico con sede a Singapore. Quest'ultimo ebbe giurisdizione su Singapore, Vietnam, Indonesia, Cambogia, Corea del Nord, Corea del Sud, Laos, Malaysia, Myanmar, Filippine e Thailandia.
L'istituzione di questi due esarcati rientra nelle difficili relazioni tra i patriarcati di Mosca e Costantinopoli, che hanno portato nel 2018 ad uno scisma tra le due Chiese.
Il vescovo Sergius Chashin è stato nominato primate del neonato esarcato patriarcale, elevato al rango di metropolita il 7 gennaio 2019.
Nell'agosto 2019, il metropolita Sergio di Singapore e del sud-est asiatico ha affermato che «oggi non si parla dell'istituzione di una 'Chiesa parallela', ma del ripristino della missione ecclesiastica della Chiesa ortodossa russa. Essa è condizionata dalla necessità di fornire una attenzione pastorale ai nostri compatrioti in tutte le parti del globo compresa l'Asia, nonché dall'impossibilità del nostro gregge attualmente di prendere parte ai Misteri nella Chiesa di Costantinopoli poiché è entrata in comunione con gli scismatici e ha invaso i confini canonici della Patriarcato di Mosca in Ucraina».

## Struttura
L'esarcato patriarcale del sud-est asiatico è costituito da 4 eparchie:
- Eparchia di Singapore (in russo Сингапурская епархия?) comprende Singapore, Indonesia, Malaysia, Timor Est e Papua Nuova Guinea;
- Eparchia di Corea (in russo Корейская епархия?) comprende le due Coree;
- Eparchia di Thailandia (in russo Таиландская епархия?) comprende Cambogia, Laos, Thailandia e Myanmar;
- Eparchia delle Filippine e Vietnam (in russo Филиппинско-Вьетнамская епархия?) comprende Filippine e Vietnam.

## Cronotassi degli esarchi
- Sergio Chashin, dal 28 dicembre 2018[1]